# Carl Johan Bergman (skolman)
Carl Johan Bergman, född 8 juli 1817 i Visby, död där 22 januari 1895, var en svensk skolman, författare  och riksdagsman.

## Biografi
Bergman blev student vid Uppsala universitet 1835, och promoverades till filosofie magister där 1842. Han blev lektor i latin och i filosofisk propedeutik vid Visby högre allmänna läroverk 1859. Han var landstingsman och stadsfullmäktig och bevistade den sista ståndsriksdagen 1865–1866 som representant för Borgarståndet i Visby stad och var ledamot av riksdagens andra kammare 1867–1868, invald i Visby stads valkrets.
Bergman utgav Skaldeförsök (1882) och i övrigt en rad historiska arbeten om Gotland, som Gotland och Wisby i taflor (1856–58), Gotländska skildringar och minnen (1882) samt Visby (1885). Han är begravd på Östra kyrkogården i Visby. Tillsammans med Bernhard Elis Malmström utgav han 1840 den litterära kalendern Linnæa Borealis. Poetisk kalender 1841. Med 3 Musikbilagor, där även ett flertal av hans egna dikter ingår. Han var 1849–1858 redaktör för Gotlands Läns Tidning.